# معاون نخست‌وزیر مالزی
معاون نخست‌وزیر مالزی (به مالایی: تیمبالان پردانا منتری) دومین مقام سیاسی حائز اهمیت در کشور مالزی است. در تاریخ مالزی تابه‌حال نُه نفر این مقام را در اختیار داشته‌اند.
چهارمین نخست‌وزیر مالزی، ماهاتیر محمد، در طول دوران خود مجموعاً چهار معاون داشت. نخستین معاون نخست‌وزیری که هنگام اشتغال در این مقام درگذشت، دکتر اسماعیل عبدالرحمان بود و نخستین معاونی که اخراج شد انور ابراهیم بود.
معاون کنونی نخست‌وزیر مالزی داتو سری نجیب تون رزاق است که پسر دومین نخست‌وزیر مالزی، تون عبدالرزاق می‌باشد.
با وجود این‌که از ابتدای استقلال مالزی تا کنون همیشه کسی این مقام را در اختیار داشته است، این مقام در قانون اساسی مالزی ذکر نشده و ازهمین‌رو نخست‌وزیر می‌تواند از داشتن معاون خودداری کند. در ضمن، هیچ قانونی مبنی بر این‌که نمی‌توان در عین حال دو معاون داشت نیز وجود ندارد. (در سنگاپور قبلاً این اتفاق افتاده است، یعنی نخست‌وزیری در آنِ واحد بیش از یک معاون داشته است).
تون عبدالرحمان نخستین نخست‌وزیر مالزی بود که رسم منصوب کردن معاونت نخست‌وزیری را آغاز کرد. تاکنون تمامی معاونان نخست‌وزیری تاریخ مالزی از حزب امنو (سازمان ملی مالایی‌های متحد) بوده‌اند.

## فهرست معاونان نخست‌وزیر مالزی
- تون عبدالرزاق (از ۱۹۵۷ تا ۱۹۷۰)
- تون دکتر اسماعیل عبدالرحمان (از ۱۹۷۰ تا ۱۹۷۳)
- تون حسین اون (از ۱۹۷۳ تا ۱۹۷۶)
- تون دکتر ماهاتیر محمد (از ۱۹۷۶ تا ۱۹۸۱)
- تون سری موسا حیطام (از ۱۹۸۱ تا ۱۹۸۶)
- تون غفار بابا (از ۱۹۸۶ تا ۱۹۹۳)
- داتو سری انور ابراهیم (از ۱۹۹۳ تا ۱۹۹۸)
- داتو سری عبدالله احمد بداوی (از ۱۹۹۹ تا ۲۰۰۳)
- داتو سری نجیب تون رزاق (از ۲۰۰۴ تا ۲۰۰۹)
- داتو سری محی الدین یاسین (از ۲۰۰۹ تا ۲۰۱۵)
- داتو سری احمد زاهد حمیدی (از ۲۰۱۵ تا ۲۰۱۸)
- داتو سری وان عزیزه وان اسماعیل (از ۲۰۱۸ تا ۲۰۲۰)

## نگارخانه

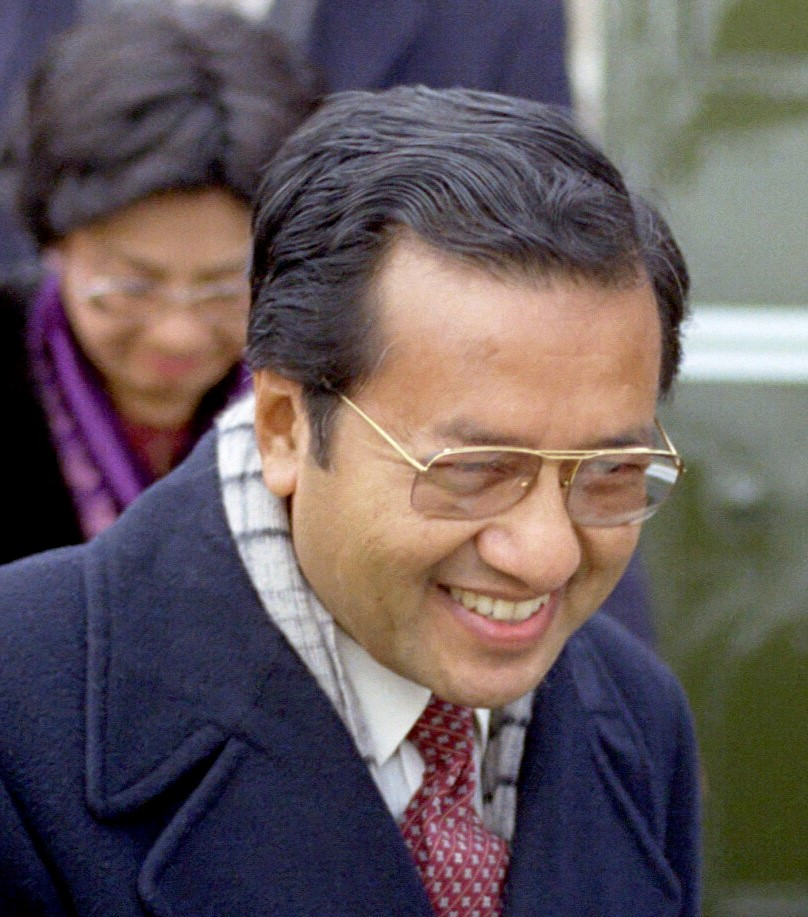
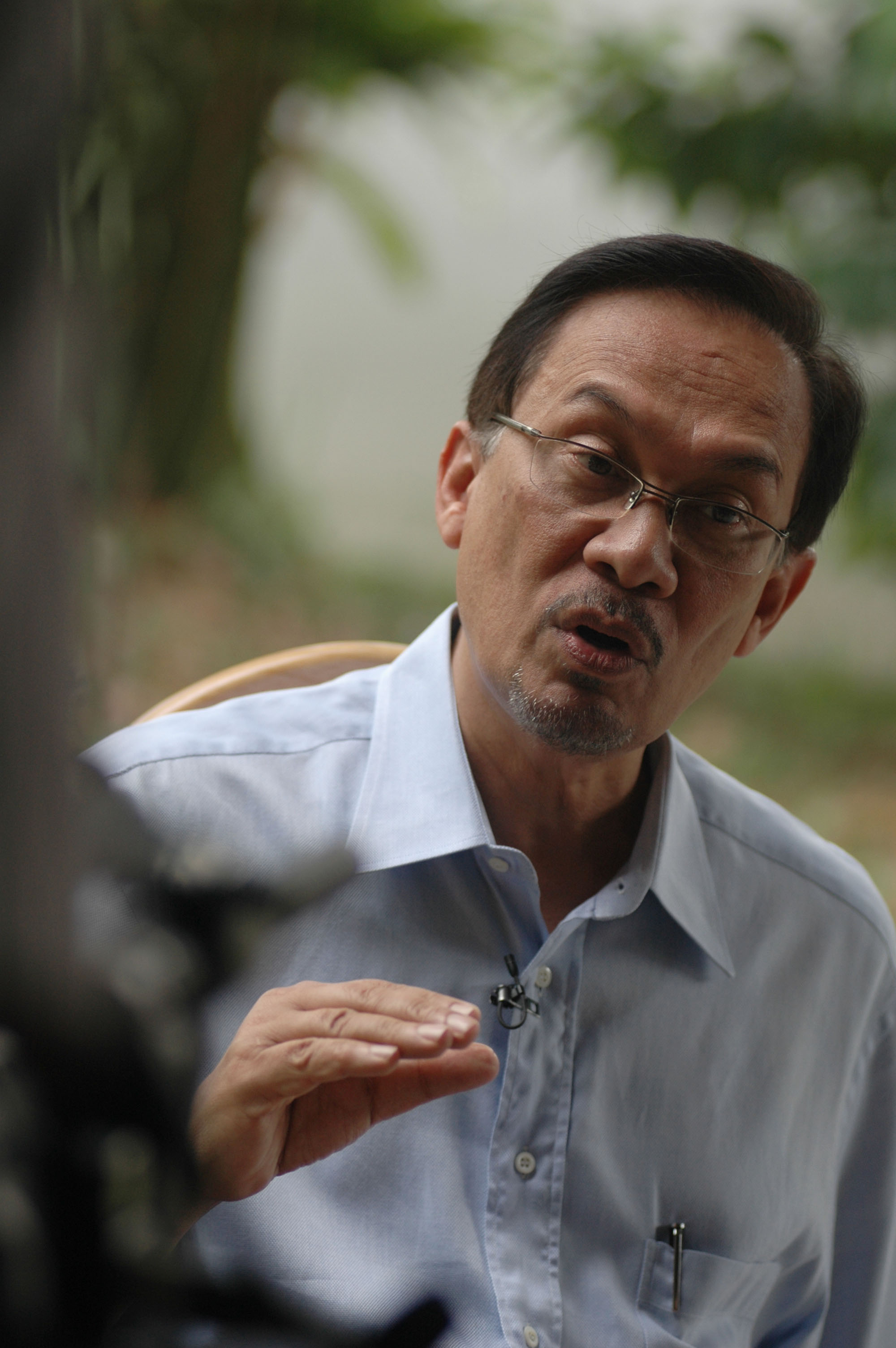
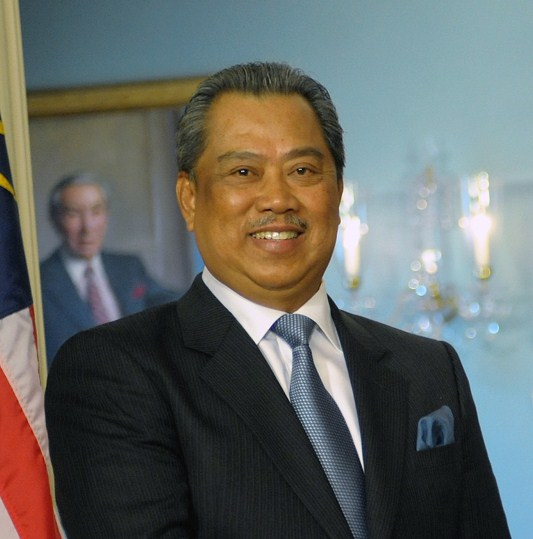
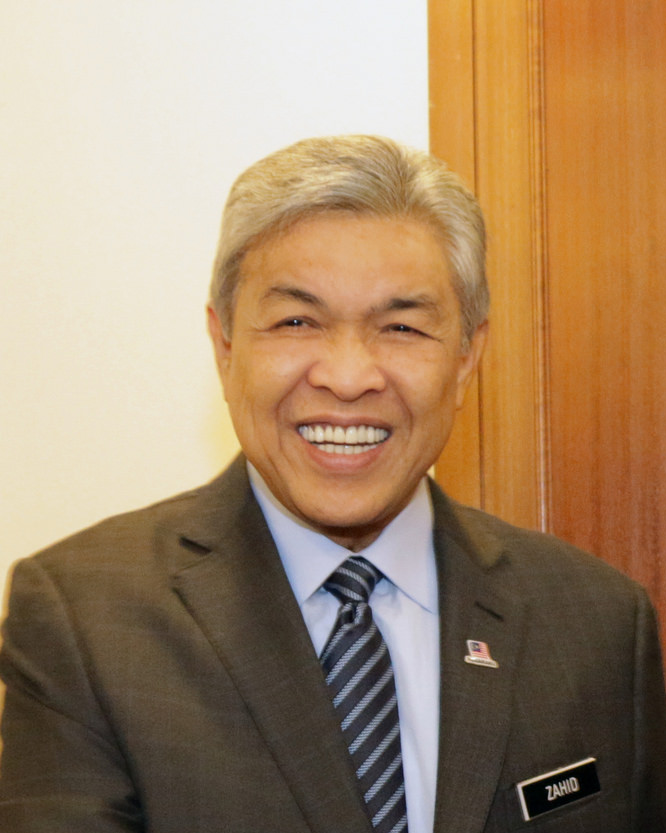